# 热力纳斯卡 进化
《热力纳斯卡 进化》是即将推出的竞速游戏，由怪兽游戏开发，Dusenberry Martin Racing发行。游戏预定于2016年9月登陆PlayStation 4、Xbox One和Microsoft Windows。这是自2015年《纳斯卡'15 胜利版》的首款纳斯卡主题游戏，也是怪兽游戏自2002年《纳斯卡：Dirt to Daytona》以来的首度开发拿斯卡游戏。

## 玩法
游戏将收录2016納斯卡賽車斯普林特盃系列賽计划的全部赛道和部分车辆。《热力纳斯卡 进化》还有匹配玩家技术水平的动态AI和速度评价系统。游戏有快速竞速、职业、夺杯和挑战四种模式。玩家在挑战模式用要达到或打破当前纳斯卡记录。

## 开发
Dusenberry Martin Racing（当时称DMi Games）2015年收购了Eutechnyx，获得到2020年的纳斯卡授权。公司总裁艾德·马丁之前就职于Papyrus Design Group、Hasbro互动、EA Sports和Eutechnyx，为各公司分别开发了《纳斯卡竞速》、《热力拿斯卡》、EA Sports纳斯卡作品以及《纳斯卡 游戏》。CEO汤姆·杜森伯里是Hasbro互动的创办人兼总裁。
Dusenberry Martin Racing于5月20日正式宣布，将和《热力纳斯卡》和《纳斯卡：Dirt to Daytona》开发商怪兽游戏合作，开发夏洛特赛道的游戏。怪兽游戏总裁理查德·加西亚是该作总开发人，他曾是《热力纳斯卡》设计团队的一员。Dusenberry Martin Racing聘请赛手Joey Logano、Ryan Blaney和Brad Keselowski协助游戏开发。封面车手在斯普林特全明星赛中，排名最高车队丰田中选出，候选车手有Kyle Busch、Carl Edwards、Denny Hamlin、Matt Kenseth和Martin Truex Jr.，排名第四的Edwards最终获选。这时第八世代游戏机上的首款纳斯卡作品，对应PlayStation 4和Xbox One。